# Українська Держава

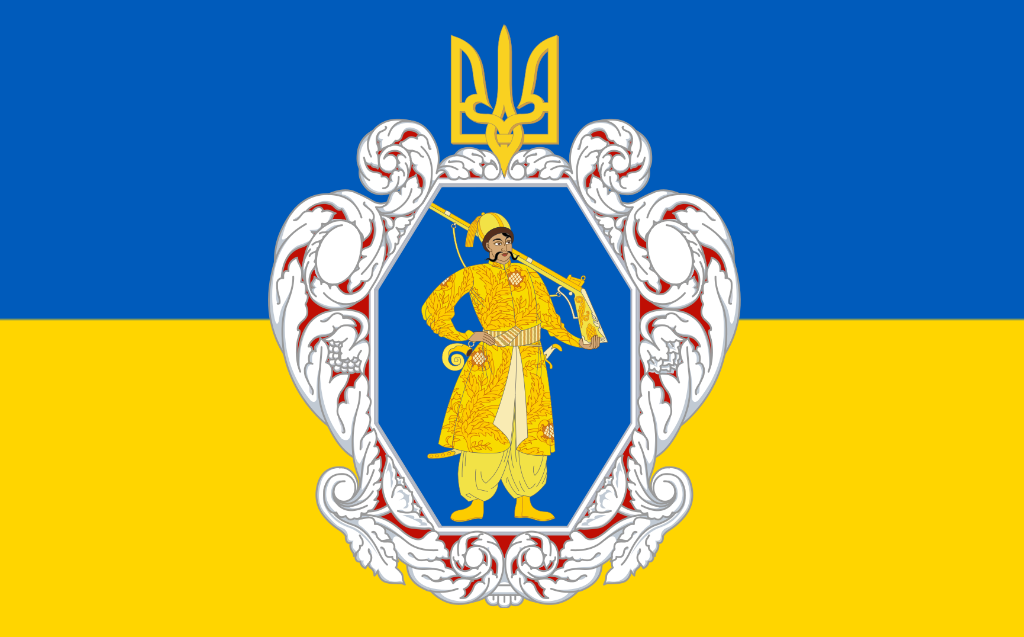
Прапор Української Держави з гербом (1918)

Украї́нська Держа́ва (Другий Гетьманат) — держава, що охоплювала територію Північної, Центральної, Східної (за винятком незначної частини Донецької та Луганської областей) та Південної України (за винятком Південної Бессарабії і Криму), а також суміжних українських етнічних земель, що охоплювали більшу частину сучасних Берестейської та Гомельської областей Білорусі, територію Придністров'я та окремі райони на півночі Молдови, більшу частину Брянської (Стародубщина), Білгородської та Воронезької (де-факто лише захід та південь) та південну частину Курської областей Росії, а також Холмщину та частину Підляшшя у межах сучасної Польщі (що де-факто контролювалися австрійськими військами), зі столицею у Києві з 29 квітня до 14 грудня 1918 року. Постала на місці Української Народної Республіки внаслідок гетьманського перевороту. Очолювалась гетьманом Павлом Скоропадським.
Скоропадський ліквідував Центральну Раду з її установами, земельними комітетами, скасував республіку і проведені при УНР реформи. Внутрішня політика країни спиралась на поміщицькі традиції державотворення та соціально-політичні стандарти ліквідованої Російської імперії. У зовнішній політиці керівництво держави дотримувалося антибільшовицького курсу, орієнтувалось на союз із Кубанню, Кримом та Доном, спиралося на підтримку Німецької імперії та Австро-Угорщину. Політику керівництва Української держави підтримували консервативні кола українського суспільства, військові, землевласники, а також командування військ Центральних держав, що згідно з Берестейським мирним договором, захищали територію України.
З перших днів існування режиму гетьманської влади йому протистояла політична опозиція з боку партій, що складали основу колишньої Центральної ради. Дії направлені на повернення законним власникам землі відібраної з відома і без відома Центральної Ради викликали спротив радикально налаштованих селян. 14 листопада 1918 року, через кілька днів після звістки про Комп'єнське перемир'я та після повстання членів УНС, задля визнання та допомоги від країн Антанти, гетьман скликав новий уряд і оголосив намір об'єднатися з майбутньою небільшовицькою Росією. Цей намір був використаний повстанцями та їх послідовниками у цілях висвітлення діяльності гетьмана Павла Скоропадського та уряду. Антигетьманське повстання, в авангарді якого стояли війська під командуванням генерала П. Болбочана (пізніше страченего за наказом Симона Петлюри), що перейшов на бік повстанців, призвело до падіння Гетьманату. За місяць повстання, гетьман вимушено склав повноваження, та під документами німецького мушкетера Фрідріха Блахау покинув Україну, осівши у Німеччині, де взявся за розбудову емігрантського руху. До 20 грудня 1918 року, повстанці заволоділи більшою частиною територій України (за винятком Одеси та частини Катеринославської губернії), та встановили владу УНР на чолі з Директорією.

## Історія

### Переворот
Наприкінці лютого 1918 року, за збройної підтримки Німеччини та Австро-Угорщини, Центральна Рада та уряд Української Народної Республіки повернулися до звільненого від більшовиків Києва. Українська влада не змогла стабілізувати внутрішньополітичну ситуацію в Україні, встановити ефективну адміністрацію на місцях та гарантувати виконання Брест-Литовських мирних угод. Соціалістичний курс, якого дотримувався український уряд до більшовицької окупації, змінено не було. В регіонах процвітала корупція і бандитизм. Таким станом справ було обурене не лише українське населення, а й німецьке та австро-угорське командування, яке було зацікавлене в нормалізації господарського життя України, щоби розпочати імпорт українського збіжжя для потреб власних країн.
Це вилилось в проголошений у ході організованого правою офіцерською політичною організацією «Українська Народна Громада» і схвалений командуванням німецької групи військ в Україні державний переворот 29—30 квітня 1918 р.
Хронологія подій: 29 квітня

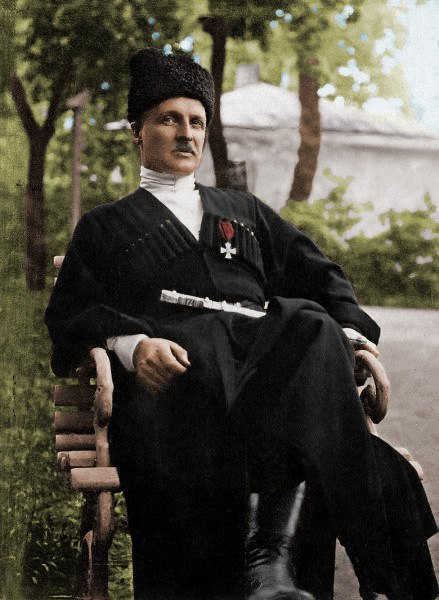
Гетьман Павло Скоропадський

- початок засідань «Всеукраїнського з'їзду хліборобів» у Києві (7000 делегатів від 3 млн українського населення), вимога припинити соціальні експерименти та відновити гетьманат — історичну форму правління в Україні;
- одностайне обрання делегатами Павла Скоропадського гетьманом України;
- миропомазання Павла Скоропадського на гетьмана, антиукраїнським єпископом Никодимом, молебінь на Софійській площі;
- захоплення заколотниками урядових закладів, розпуск Центральної Ради;
- оприлюднення «Грамоти до всього українського народу» та «Законів про тимчасовий устрій України».

30 квітня
- формування уряду Миколи Василенка
- роззброєння української синьожупанної дивізії та формувань Січових Стрільців.

### Політична криза листопада 1918року, повстання
Джерела кризи:
- брак часу на розв'язання аграрного питання;
- радикальна позиція лівих націоналістичних партій;
- підривна пропаганда агентури РКП(б);
- протистояння робітників і промисловців;
- брак часу для формування збройних сил через початкову позицію німецького командування;
- ворожість російського населення, партій і організацій;
- революція в Німеччині.

Опозиційні центри:
- Ліво-націоналістичний (Український Національно-Державний Союз (українські соціалісти-самостійники, соціалісти-федералісти, Трудова Партія; хлібороби-демократи, Рада залізничників, Поштово-телеграфний союз, українські соціал-демократи, соціалісти-революціонери; голова. А. Никовський, В. Винниченко). Всеукраїнський Союз Земств).
- Правий русофільський («Київський національний центр», «Союз відродження Росії», «Союз діячів України»).
- Радикальний більшовицький (КП(б)У).
- Селянське повстанство (єдиних організаційних форм не мало).

### Хронологія подій
| Дата                     | Подія |
| ------------------------ | --- |
| 1 травня                 | Заборона на проведення з'їзду представників міст. |
| 8 травня — 11 травня     | З'їзд Конституційно-Демократичної партії. |
| 13 травня — 16 травня    | З'їзд Української партії соціалістів-революціонерів (нелегальний), створення Українського Національно-Державного Союзу.                                         |
| 15 травня — 18 травня    | З'їзд представників промисловості, торгівлі, фінансів і сільського господарства — «Протофіса» (голова. кн. Голіцин, тов. голови М. Ф. фон Дітмар).              |
| 19 травня                | Київський єпархіальний з'їзд, обрання архієпископа Антонія (Храповицького) головою Київської митрополії                                                         |
| 25 травня                | Положення про Малу раду міністрів. |
| 27 травня                | Закон про земельні комісії. |
| 3 червня                 | Початок Звенигородсько-Таращанського повстання. |
| 6 червня                 | Вибух військових складів у Києві (теракт). |
| 12 червня                | Підписання прелимінарної мирної угоди із РРФСР (Київ). |
| 14 червня                | Пожежа на дров'яних складах у Києві (теракт). |
| 20 червня — 11 липня     | Всеукраїнський Церковний Собор у Києві. |
| 1 липня                  | Створення Державного університету в Кам'янці-Подільському. |
| 5 липня — 12 липня       | Утворення Комуністичної партії України (Москва). |
| 8 липня                  | Закон про Державний Сенат. |
| 19 липня                 | Початок загального страйку залізничників. |
| 24 липня                 | Ратифікація Німецькою імперією Брест-Литовських угод з Україною.                                                                                                |
| 30 липня                 | Вбивство Германа фон Айхгорна, командувача німецьких військ в Україні (теракт).                                                                                 |
| 31 липня                 | Вибух на складі боєприпасів в Одесі (теракт). |
| 1 серпня                 | Тимчасовий закон про верховне правління державою на випадок смерті, важкої хвороби і перебування за межами держави Ясновельможного пана Гетьмана всієї України. |
| 17 серпня                | Візит Федора Лизогуба до Берліна. |
| 5 вересня                | Закон про вибори в земства. |
| 4 вересня — 17 вересня   | Візит Павла Скоропадського до Німеччини. |
| 17 вересня               | Перетворення Українського народного університету в Києві на Київський державний український університет.                                                        |
| 18 вересня               | В.Винниченко обраний головою Українського національного союзу.                                                                                                  |
| 16 жовтня                | Універсал про відновлення козацтва в Чернігівській, Полтавській, Харківській губерніях.                                                                         |
| 18 жовтня — 19 жовтня    | Проголошення Української Держави на території Галичини, Північної Буковини й Закарпаття.                                                                        |
| 22 жовтня                | Грамота до українського народу. |
| 30 жовтня — 12 листопада | Розпад Австро-Угорщини. |
| 9 листопада              | Проголошення Західноукраїнської Народної Республіки. |
| 11 листопада             | захоплення м. Чернівці румунськими військами. |
| 12 листопада             | Закон про автокефалію Української Православної Церкви. |
| листопад-грудень         | Окупація польськими військами Лемківщини, Посяння, Холмщини й Підляшшя.                                                                                         |
| 13 листопада             | Створення Директорії УНР. |
| 13 листопада             | Анулювання Брест-Литовського мирного договору РНК РРФСР. |
| 14 листопада             | «Федеративна Грамота» Павла Скоропадського. |
| 14 листопада             | Уряд Сергія Гербеля. |
| 14 листопада             | Відкриття Української Академії Наук у Києві. |
| 16 листопада             | Початок очолюваного Директорією УНР повстання проти гетьмана П. Скоропадського.                                                                                 |
| 18 листопада             | Захоплення Харківської губернії військами отамана Болбочана. |
| 18 листопада             | Призначення графа Келлера командувачем збройних сил Української держави.                                                                                        |
| 27 листопада             | Захоплення Полтавської губернії військами отамана Болбочана. |
| 27 листопада             | Призначення князя Долгорукова командувачем збройних сил Української Держави.                                                                                    |
| 14 грудня                | зречення гетьмана П. П. Скоропадського. |

## Адміністративно-територіальний поділ

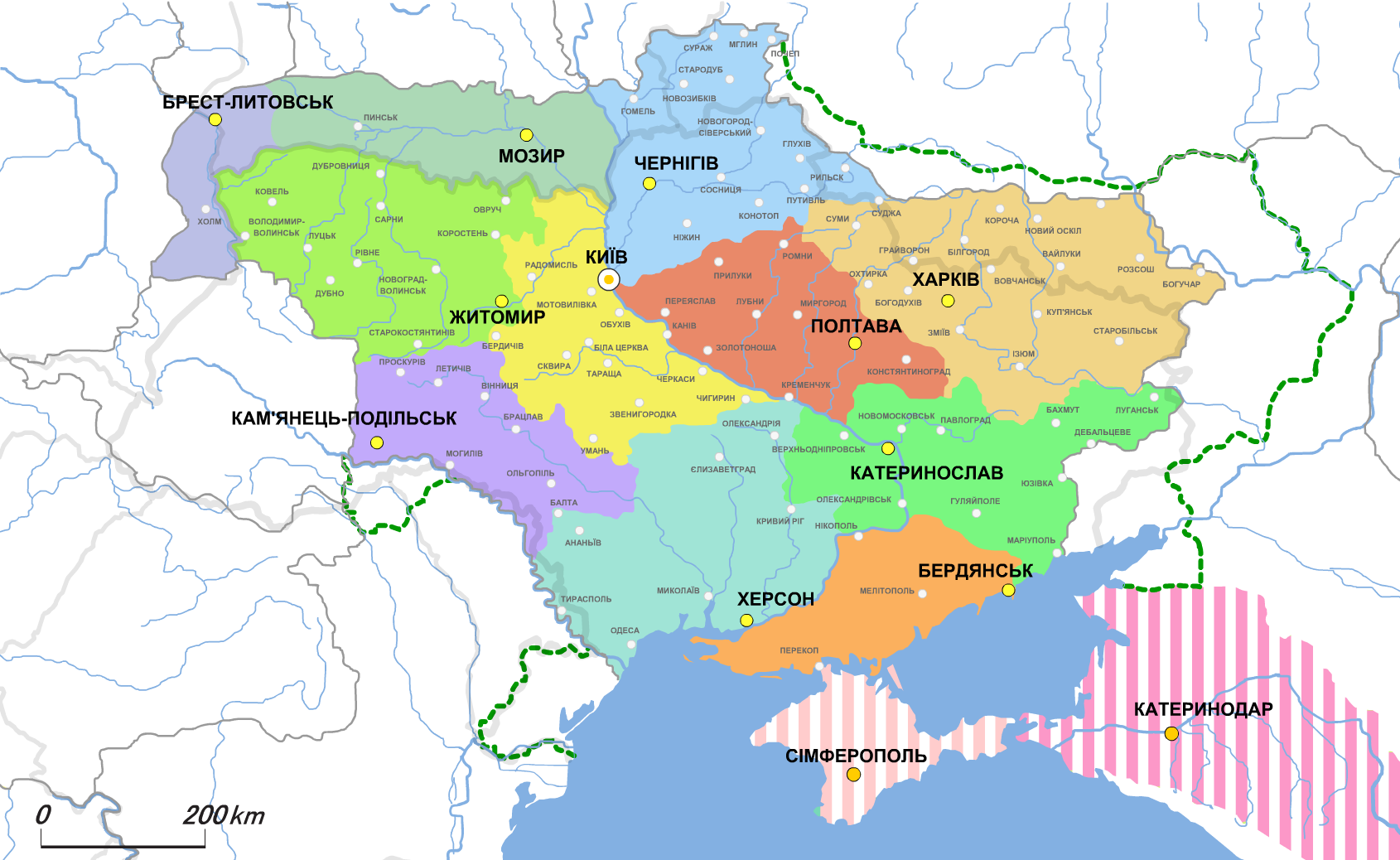
Адміністративний поділ Української Держави

Уряд Павла Скоропадського скасував адміністративно-територіальну реформу Центральної Ради і використовував старий адміністративно-територіальний поділ українських земель часів Російської імперії. Українська держава поділялася на 9 губерній і 2 округи.
Губернії та округи очолювали старости, які керували з губернських міських центрів. Столицею було місто Київ.
З представниками Кримського крайового уряду та Кубанської народної республіки велися переговори про входження до складу Української держави на правах автономій.

### Адміністративні одиниці вищого рівня

#### Губернії
- Київська губернія, центр — м. Київ
- Чернігівська губернія, центр — м. Чернігів
- Харківська губернія, центр — м. Харків
- Подільська губернія, центр — м. Кам'янець-Подільський
- Полтавська губернія, центр — м. Полтава
- Волинська губернія, центр — м. Житомир
- Холмська губернія, центр — м. Берестя
- Катеринославська губернія, центр — м. Катеринослав
- Херсонська губернія, центр — м. Херсон

#### Округи
- Поліська округа, центр — м. Мозир
- Таврійська округа, центр — м. Бердянськ

#### Інші
- Кримський крайовий уряд, центр — м. Сімферополь (залежний від України, велися переговори про його безпосереднє приєднання)
- Кубанська Народна Республіка, центр — м. Катеринодар (велися переговори про злуку з Українською Державою)

### Повітові старости

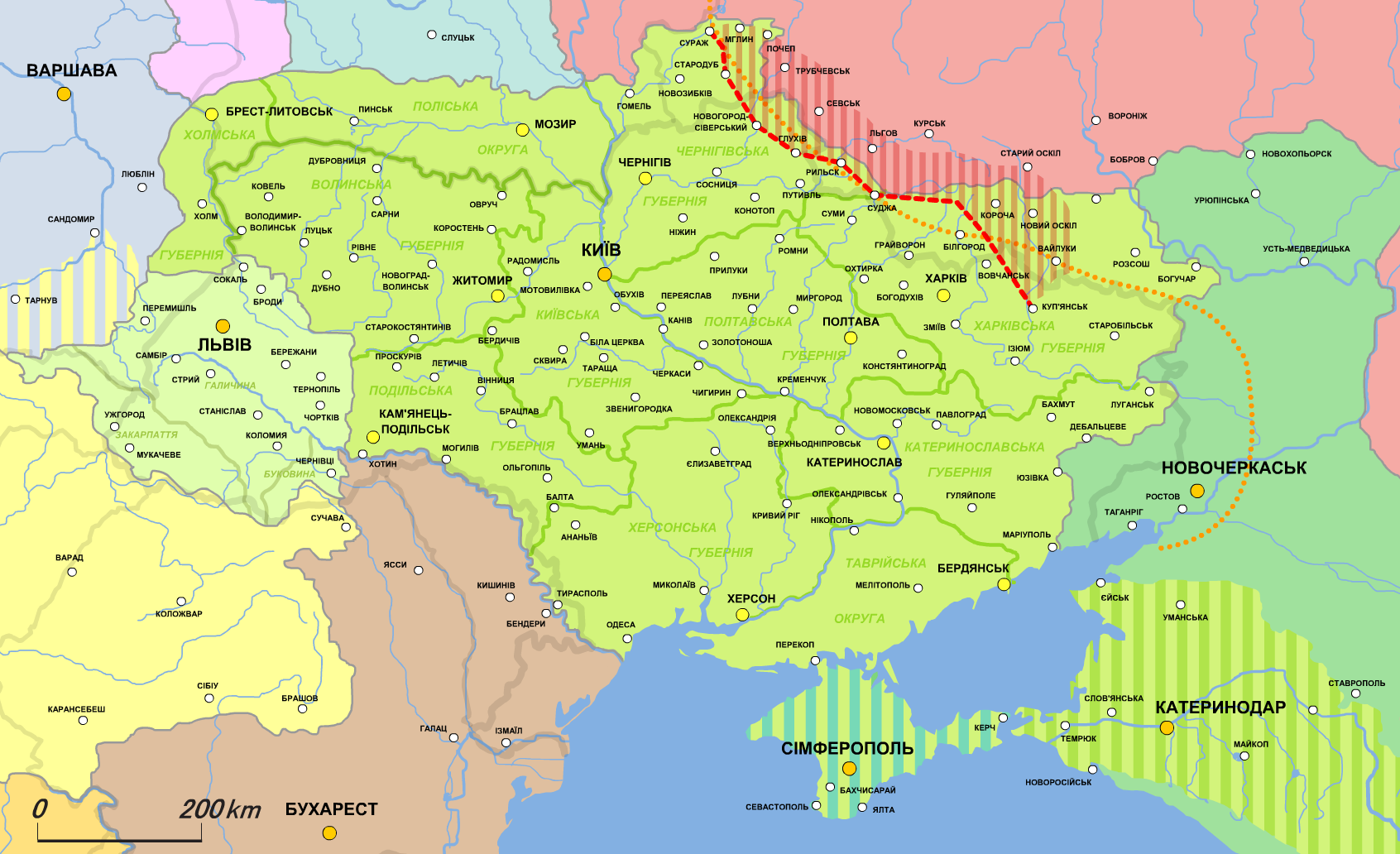
Українська держава (травень—листопад 1918):
Українська держава
Кримський крайовий уряд
Кубанська народна республіка
ЗУНР (19.X.1918)
Всевелике Військо Донське
Білоруська народна республіка
Литовська республіка
Польська республіка
Австро-Угорщина
Румунське королівство
Королівство Сербія
Радянська Росія

Київська губернія:
| Повіт                 | Староста                                        |
| --------------------- | ----------------------------------------------- |
| Київський повіт       | М. Григор'їв                                    |
| Бердичівський повіт   | М. Кузнєцов                                     |
| Звенигородський повіт | Машир Іван, Ф. Зумберов                         |
| Уманський повіт       | І. Солтик, згодом — Г. Михайлов                 |
| Канівський повіт      | І. Недашковський, згодом — М. Кириченко         |
| Черкаський повіт      | М. Куліш, згодом — П. Корольов                  |
| Радомишльський повіт  | С. Оніщенко, згодом — В. Богданов               |
| Таращанський повіт    | В. Дубиненко, згодом — В. Стейн                 |
| Чигиринський повіт    | В. Бялоцький, згодом — П. Серебряков            |
| Липовецький повіт     | І. Волошинов, згодом — Д. Носенко               |
| Васильківський повіт  | М. Яблонський, згодом — В. Троцький, Р. Кейхель |
| Сквирський повіт      | А. Ласкін                                       |

Подільська губернія:
| Повіт                       | Староста                                                      |
| --------------------------- | ------------------------------------------------------------- |
| Могилів-Подільський повіт   | Євген Семенович Бразуль-Брешковський, згодом — Л. Рафальський |
| Вінницький повіт            | П. Рененкампф, згодом — Пилип Гусаков                         |
| Проскурівський повіт        | В. Столяров                                                   |
| Ушицький повіт              | С. Бодисько                                                   |
| Кам'янець-Подільський повіт | С. Васильєв, згодом — О. Подерні                              |
| Літинський повіт            | Олександр Ксенофонтович Липкін                                |
| Летичівський повіт          | полковник Соловйов, згодом — О. Потоцький                     |
| Брацлавський повіт          | отаман Кириченко, згодом — Врублевський                       |
| Ольгопільський повіт        | В. Леонтьєв, згодом — А. Тітаренко                            |
| Балтський повіт             | І. Бордюжевич                                                 |
| Гайсинський повіт           | І. Сінокосов                                                  |
| Ямпільський повіт           | Є. Крижанівський, згодом — М. Ганько                          |
| Хотинський повіт;           | О. Сугаренко, згодом — П. Ізбицький                           |

Волинська губернія:
| Повіт                       | Староста                             |
| --------------------------- | ------------------------------------ |
| Дубенський повіт            | Д. Прибильський                      |
| Володимир-Волинський повіт  | В. Пущин                             |
| Житомирський повіт          | Арндт Іван Юліанович                 |
| Ізяславський повіт          | М. Шабельський                       |
| Кременецький повіт          | М. Шмідт                             |
| Ковельський повіт           | О. Нікітін                           |
| Луцький повіт               | М. Лобачевський, згодом — Ф. Шлеммер |
| Новоград-Волинський повіт   | Л. Бродський                         |
| Овруцький повіт             | О. Лалевич                           |
| Острозький повіт            | К. Курзеньков                        |
| Рівненський повіт           | Й. Максимович                        |
| Старокостянтинівський повіт | Р. Ржевський                         |

## Внутрішня політика
Найконсервативніший з утворених під час Національно-визвольних змагань 1917—1921 політичних режимів.
Курс внутрішньої політики урядів гетьмана Павла Скоропадського відбивали положення «Грамоти до всього українського народу» (автор О. Палтов): «Права приватної власності як фундаменту культури і цивілізації відновлюються повною мірою, всі розпорядження колишнього українського уряду, так само як і Тимчасового російського уряду скасовуються й анулюються… На фінансовому та економічному полі відновлюється повна свобода торгівлі та відкривається широкий простір приватного підприємництва й ініціативи…».
Провідною політичною опорою гетьманського уряду вважаються Українська демократично-хліборобська партія і Союз земельних власників.

### Державне будівництво

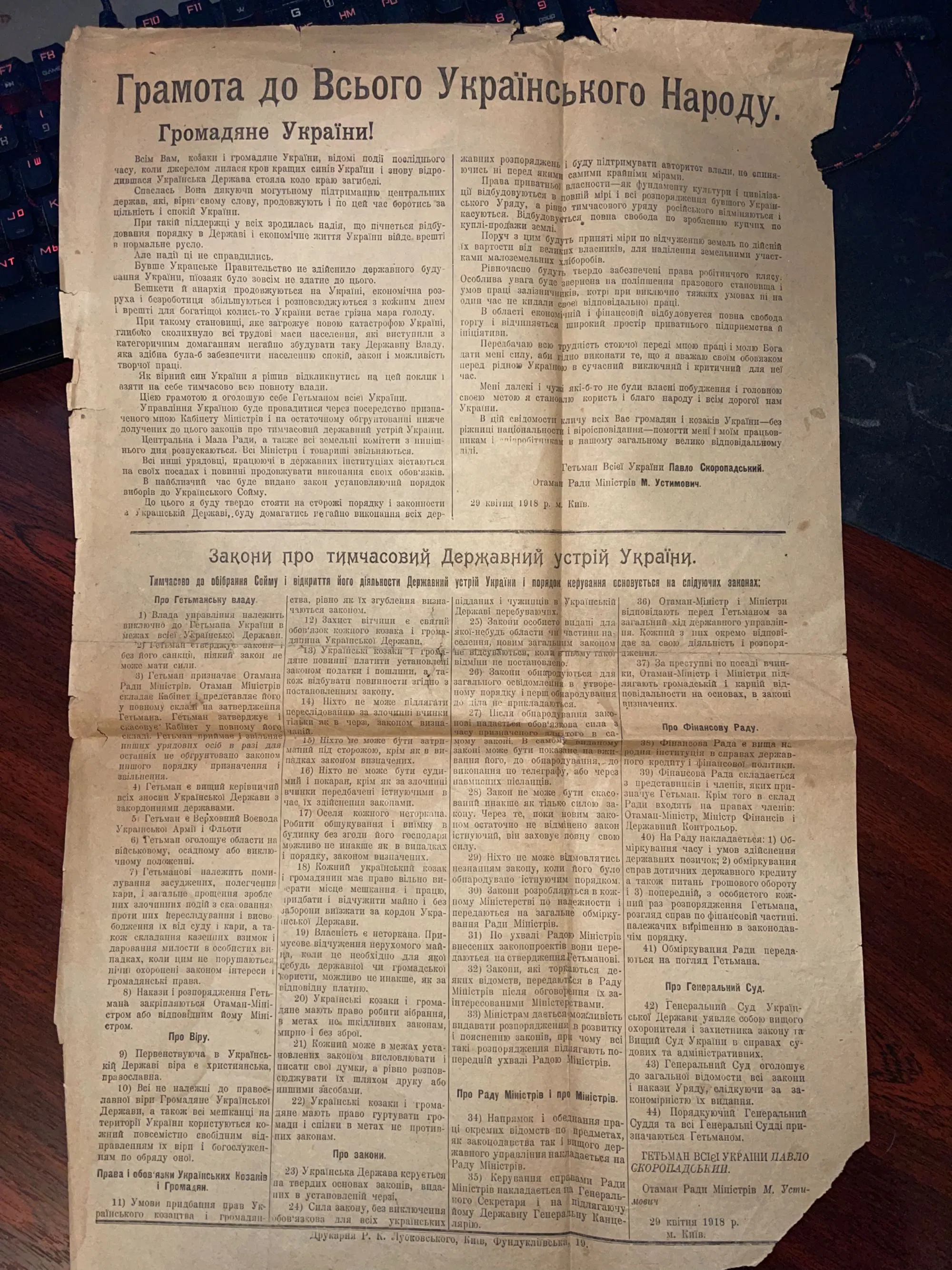
Грамота до всього українського народу. Закони про тимчасовий державний устрій України. 29 квітня 1918 року.

Відповідно до «Законів про тимчасовий устрій України» (прототип — «Основні закони» Російської імперії в редакції від 23 квітня 1906 року)., держава очолювалася гетьманом, державне управління здійснювалося призначуваним ним урядом. Гетьман проголошувався гарантом порядку і законності до виборів представницького органу влади — Українського Сейму. Наміри встановити автократичний лад відкидалися. Як писав сам ідеолог українського монархізму, Липинський, саме він створив  форму державного правління — «класократію», Україна мала стати державою із новим монархічним ладом, а саме конституційною монархією. Де спадковість трону залишається, разом із всіма консервативними чинниками, а прогресуються ідеї класократії, де всі класи нації об'єднані під проводом дідичного монарха-гетьмана.
У кадровій політиці спирався на земських діячів і професійних управлінців царського державного апарату. Мали місце розпуски земств і міських дум (Катеринослава, Одеси), кадрові чищення центрального й місцевого апаратів влади. Поліційні функції виконувала «державна варта» (департамент МВС). У законодавстві підтверджувалася дія законодавчих актів Російської імперії, не скасованих урядом Української Держави. Видано понад 500 законодавчих актів; розроблена нереалізована програма реформи судової системи, земського самоврядування тощо. Створено систему державних нагород.

### Економічна стабілізація і робітниче питання
Була встановлена стабільна валюта, податкова система, розроблювався і виконувався державний бюджет, створені Державний і Земельний банки. Відновлено діяльність залізниць. У промисловості зберігалися кризові тенденції кінця 1917 — початку 1918 рр. Велику загрозу становив страйковий рух, актуальним продовжувало залишатися протистояння профспілок і організацій промисловців.

### Аграрне питання
У земельному питанні — скасування земельного закону Центральної Ради від 31 січня 1918 року.  У жовтні 1918 року були створені Земельні комісії, Вища Земельна Комісія під головуванням гетьмана для розв'язання земельних суперечок і розробки проєкту земельної реформи.
Продовження курсу Столипінської аграрної реформи (Закони від 8 та 14 червня) — підтвердження права власності селян на землю, виділення і продаж громадських земель, заходи до формування широкого класу середніх землевласників. Курс на розділ латифундій до жовтня 1918 року блокувався польським аристократичним лобі й німецьким командуванням. У цілому гетьманський уряд намагався політично поміркованими заходами розв'язати питання про землю, одне з фундаментальних питань революційних подій того часу в переважно аграрній країні.
У своїх мемуарах Гетьман Павло Скоропадський дає цілу низку аспектів, що викреслювали фізичні рамки аграрної реформи. Наприклад:
- 54 % українських селян належали до середнього прошарку землевласників та мали від 3 до 10 десятин землі.
- Безземельних та малоземельних селян (сільськогосподарські площі до 3 десятин) було близько 40 % серед усього селянства.
- Примітивні засоби обробки землі, зумовлені специфікою землеволодінь, та загальна культурна відсталість.
- Низька врожайність: у 1908—1912 роках з одної десятини українські селяни збирали 40—74 пудів пшениці, а водночас цей показник для Французької республіки, Великої Британії або Німецької імперії становив 105—185 пудів.

Висновки та думки Павла Скоропадського, у яких він обґрунтовує свою заплановану аграрну реформу та зв´язує її з інвестиційним кліматом та інфляційними процесами у країні:
|  | ...І тут я вважав, що не демагогічними прийомами лівих партій, і не стоячи на точці зору наших російських та польських панів, точці зору, що заперечує будь-яку необхідність у будь-який поступці у аграрному питанні, треба йти, якщо хочеш дійсно принести користь народові, а лише шляхом відомого компромісу, у фундаменті якого повинні лягти слідуючі положення: Передача всій землі, окрім цукрових плантацій, лісів, земель, необхідних для кінських заводів та семенних господарств. Передача за плату. Безкоштовна передача землі не має у данному випадку ніяких серйозних підстав і у вищому ступені шкідлива. Плата селянських грошей за землю, що вони купують, врешті-решт, примусить їх пустити ці гроші в обіг, що значно полегшуватиме роботу уряду, та надасть йому можливість значно скоротити друк нових грошових знаків. Передача землі не безземельним, а малоземельним селянам. В цьому відношенні треба мати на увазі мету - державу, а ніяк не жалюгідну сентиментальність… |

Зберігалася державна хлібна монополія. Проти неї був сам гетьман Скоропадський, але, як він згадував, цю монополію йому нав'язали німці.
Зіткнення селян і великих землевласників: дії каральних і повстанських загонів (у тому числі махновців).

### Національно-культурна політика
Політика м'якої підтримки українського національно-культурного відродження.
Відкриття нових українських гімназій, введення української мови, історії та географії як обов'язкових предметів. Створені Українські державні університети в Києві і Кам'янець-Подільському, Історико-філологічний факультет у Полтаві, Державний український архів, Національна галерея мистецтва, Український Історичний музей, Українська національна бібліотека, Український Театр драми і опери, Українська Державна Капела, Український Симфонічний Оркестр, Українська академія наук, видавництва.
Створена Українська академія наук, яку 27 листопада 1918 року очолив В. Вернадський.
Почали роботу Архітектурний, Клінічний (Київ), Політехнічний, Сільськогосподарський (Одеса) інститути. Важливим зрушенням у духовній сфері стало утворення влітку 1918 року Української автокефальної православної церкви на чолі з митрополитом В. Липківським.
Міністерство Єврейських Справ (Єврейське Національне Секретарство) Української Народної Республіки створено в липні, 1917, в рамках намагань забезпечити автономні права національних меншин, вперше створене в Україні після отримання автономії від Тимчасового Уряду Росії. Ліквідовано наприкінці квітня 1918 року німецькою окупаційною владою «де факто», але продовжувало функціонувати «де юре» і в період Української Держави, з серпня 1918, у формі виконавчого органу Тимчасових Єврейських Національних Зборів, на яких було представлено єврейські партії і організації.

## Зовнішня політика

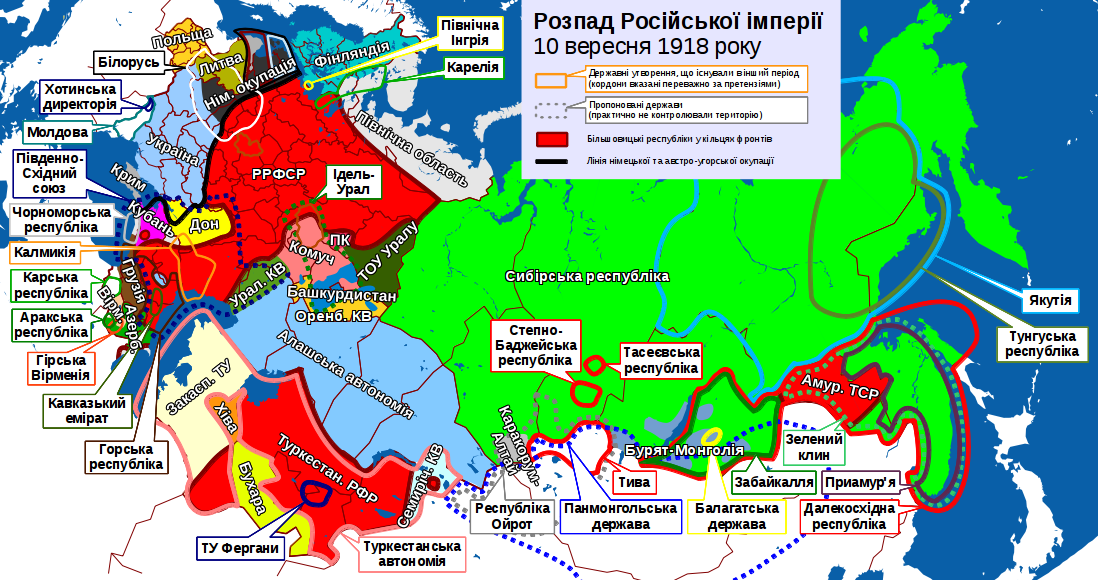
Ситуація в колишній Російської імперії у вересні 1918 року

Українську державу визнано 30 державами, в Києві розташовувалися постійні представництва 10-ти з них; Україна мала дипломатичні місії в 23 країнах (на рівні послів Німецька імперія, Османська імперія, Болгарське царство, Швейцарія, Швеція, Норвегія; дипломатичні представництва Грузинської Демократичної Республіки, Азербайджанської Демократичної Республіки, Фінляндії).
Основною проблемою зовнішньої політики Української держави було встановлення державних кордонів. Західні й північні кордони визначено у Брест-Литовських угодах. Питання про північно-східні та східні рубежі було відкритим. Уряд ухвалив вважати державним кордоном демаркаційну лінію між українсько-німецькими та більшовицькими військами. Проте планував приєднання всіх земель, що в етнографічному та історичному плані були пов'язані з Україною. У відносинах з новоутвореними державами українська сторона виходила з факту розпаду Російської імперії і визнавала за окремими її частинами, які самовизначились, право на суверенітет.
- Німецька імперія: тісне співробітництво в економіці, військово-політичних питаннях. У вересні 1918 року Павло Скоропадський здійснив офіційний візит до Берліна, де йому було висловлено підтримку з ряду питань, зокрема кримського, бесарабського, кубанського, встановлення північних та східних кордонів Української Держави[11].
- Галицьке питання: таємна угода з Австро-Угорщиною про створення коронного краю на землях Східної Галичини, Холмщини і Буковини — анульована в липні 1918 року.
- Постачання продовольства і товарів державам-протекторам.
- Інциденти, пов'язані з діями військ Німеччини та Австро-Угорщини в Україні.
- Встановлення політичного, військового й економічного союзів (із подальшим входженням на автономній основі до складу Української Держави) з Всевеликим Військом Донським, Кубанською Радою та Кримською Народною Республікою.
- Спроби встановлення відносин із країнами Антанти через нейтральні країни як і переговори у Яссах успіху не мали. Країни Антанти стояли на позиції усунення «германофільського уряду гетьмана».
- Білорусь: За Брестським договором до України відійшли три південні повіти колишньої Мінської губернії: Пінський, Мозирський і Річицький, де проживало змішане українсько-білоруське населення. Початково повіти інкорпорували до складу українських Волинської та Холмської губерній. Однак проти такого рішення виступав самопроголошений уряд Білоруської народної республіки. У червні до Києва прибув її надзвичайний посол Роман Скірмунт, який провів переговори щодо перегляду лінії кордону з українським міністром іноземних справ Дмитром Дорошенком. Зустріч закінчилися без успіху, оскільки з'ясувалося, що білоруський уряд не мав реальної влади в Білорусі. В результаті, за згодою німецького командування, уряд Української Держави розповсюдив свою владу на всі північні території, на які претендував. Постановою Ради Міністрів від 14 серпня на їх основі створили Поліську округу з адміністративним центром у Мозирі. Зі стратегічних мотивів до України також приєднали Гомельський повіт Могильовської губернії, який включили до Чернігівської губернії[12].
- Дон: Відносини Української Держави з Доном мали союзницький характер. Початково обидві країни мали територіальні претензії одна до одної. Зокрема, Україна прагнула приєднати Таганрозький округ і західні волості колишньої Області війська Донського понад річкою Калитва, що були заселені українцями. Донці мали претензії на Старобільський повіт Харківської губернії та Луганськ. У травні розпочалися двомісячні переговори між українським міністром закордонних справ Дмитром Дорошенком та донськими представниками — міністром торгівлі Володимиром Лебедєвем та послом в Україні Олександром Черячукіним. Зважаючи на більшовицьку загрозу обидві сторони пішли на поступки. 8 серпня уряди Української Держави і Дону підписали договір, за яким визнали незалежність обох країн і зрікалися територіальних претензій. Міждержавний кордон встановлено по межі між Областю війська Донського з одного боку та Воронізькою, Харківською і Катеринославською губерніями з іншого. В районі Маріуполя до України приєднано невелику територію для забезпечення цілісності управління містом та портом. Договір також передбачав зрівняння в політичних правах українців та донських козаків, що проживали в Донській республіці[13]. 18 вересня уряди України і Дону уклали окрему угоду щодо господарського життя Таганрозького промислового району. Керівництво ним здійснювала спільна доно-українська комісія, дислокована у Харкові. Політичний союз та економічна співпраця України і Дону зміцнювали їхні позиції в боротьбі проти російських більшовиків. Проте каменем спотикання залишалося кубанське питання — обидві сторони прагнули приєднати Кубань до себе[14].
- Крим: Гетьман Скоропадський твердив, що: «Україна не може існувати без Криму — це буде тулуб без ніг» і приєднав Крим до України. Це сталося восени 1918 року внаслідок спланованої ним економічної блокади[15]. Справді, контроль за цінним у стратегічному плані Кримським півостровом давав змогу або гарантувати безпеку та економічні інтереси України у Причорномор'ї, або ж, в іншому разі, створював велику загрозу її суверенітету. У квітні 1918 року радянські війська були витіснені з території України австро-німецькими військами, разом з якими повернулися збройні формування Центральної Ради. В ситуації, що змінилася, Центральна Рада почала відстоювати включення Криму до складу УНР. За наказом військового міністра О. Жуковського створено Кримську групу Армії УНР під керівництвом полковника Петра Болбочана. Перед нею уряд УНР поставив завдання очистити Крим від більшовицьких військ і встановити контроль над Чорноморським флотом. Українські війська зайняли Сімферополь і Бахчисарай, але на вимогу німців змушені були залишити півострів. За добу Гетьманату спроби возз'єднання півострова з Україною продовжувалися. 16 травня 1918 року в Міністерстві закордонних справ була проведена нарада з кримського питання. На ній доповідав професор права Ігор Кістяківський, який висловив головну позицію: «Без Криму Україна буде  відкинена на схід і північ в обійми Москви… Самостійність в такому випадку ілюзорна. Щодо народностей, які заселяють Крим, то принцип самовизначення націй мусить мати розумні межі». Уже в кінці місяця в Києві голова Міністерства закордонних справ Дмитро Дорошенко заявив німецьким та австрійським послам, що кримське питання треба вирішити шляхом надання півострова автономії[16]. Зрештою гетьман у серпні 1918 року влаштував тут економічну блокаду, що призвело до входження Криму до складу Гетьманату у вересні—жовтні 1918 року. На думку голови Кримської організації Української народної партії Олега Фомушкіна офіційною датою повернення Криму до складу України має бути 28—29 вересня 1918 року[17]. Гетьман Скоропадський хотів бачити Крим автономією у складі України. Було розв'язано питання з українським Чорноморським флотом. Усі екіпажі кораблів, які на 80 % складалися з українців, миттєво підійняли синьо-жовті штандарти, а згодом Гетьман домігся повернення захоплених німцями кораблів та допоміжних суден. Але це було не довго. Зрештою кримські татари хотіли входження півострова на федеративних засадах до України.
- Кубань: Українська Держава проводила політику зближення з Кубанською республікою, плануючи створити разом з нею федерацію. Серед кубанського козацтва цю політику підтримувала «чорноморська партія», нащадки українських запорожців, на чолі з головою Кубанського крайового уряду Лукою Бичем. Їм опиралася партія кубанських «лінійців», нащадків донських козаків, які виступали за союз з Доном та реставрацію імперської Росії. 28 травня кубанський уряд направив до Києва офіційну делегацію у складі Миколи Рябовола, Кузьми Безкровного та Григорія Омельченка для встановлення міждержавних відносин та допомоги проти більшовиків. Послів прийняв особисто гетьман Скоропадський. Окрім офіційних зустрічей, кубанські козаки провели таємні переговори з представниками українського міністерства закордонних справ про справу входження Кубані до Української Держави. Про суть переговорів дізналися донці, які натиснули на Кубанський крайовий уряд з вимогою припинити їх. У відповідь кубанська влада надіслала київській делегації заборону вести переговори про приєднання, наказавши зосередитися на питаннях озброєнь. В результаті переговорів Українська Держава почала з червня надсилати до Кубанської республіки щомісячні транспорти з рушницями, набоями й артилерійськими снарядами. Наперекір забороні, таємні контакти між кубанським козацтвом і українським урядом тривали.
- Польща: Згідно з Брест-Литовським миром суверенітет Української Держави поширювався на Холмщину та Підляшшя. На їхній території була утворена Холмська губернія. Входження цих земель до складу України спричинило протести місцевого польського населення[18]. Оскільки Польща не мала незалежності, офіційні контакти між польською та українською сторонами відбувалися через Австро-Угорщину. Остання сподівалася на утворення Польської держави під своїм протекторатом і діяла неприхильно до України. Через це український уряд покладався на Німеччину, що підтримувала Київ як реальну противагу російському та польському впливові у Східній Європі. Гетьманат ігнорував усі вимоги австрійців провести українсько-польський кордон по річці Буг, східніше від зафіксованої у Брест-Литовському договорі лінії. Після розпаду Австро-Угорщини, польське населення Холмської губернії організувало національне ополчення. 5 листопада гетьман П. Скоропадський звернувся до командування німецьких військ в Україні з проханням ввести на територію губернії українсько-німецькі підрозділи для охорони української адміністрації та населення. Німці погодилися, але повстання Директорії перекреслило всі плани. У грудні 1918 року польські збройні частини новоутвореної Польської Республіки спільно з польським ополченням окупували Холмщину, Підляшшя та частину західної Волині. Українську адміністрацію інтерновано до Каліського табору[19].
- Румунія: Уряд Української держави прагнув повернути від Румунії українську частину Бессарабії, а саме Хотинський, Акерманський та Ізмаїльський повіти, де більшість населення становили українці. До часу розв'язання територіальної проблеми Київ не встановлював дипломатичні відносини з Бухарестом на рівні послів. 11 травня гетьманський уряд розпочав «митну війну», заборонивши експорт товарів до Румунії і Бессарабії. 25 червня припинена діяльність румунських приватних скупників сировини та продовольства. Одночасно українська влада матеріально і культурно підтримувала українські організації в Бессарабії. Восени 1918 року, користуючись підтримкою Антанти, Румунія остаточно анексувала Бессарабію. Територіальне питання залишилося не вирішеним[20].
- Більшовистська Росія: 12 червня 1918 був підписаний прелімінарний мирний договір між Українською Державою й Російською Радянською Республікою згідно зі статтею VI договору Росії з Центральними Державами[21]. У преамбулі цього договору зазначено, що він підписується двома незалежними державами[22]. У статті 4 договору говорилося про обмін консулами для захисту інтересів громадян. На цій підставі Українською Державою було засновано генеральні консульства в Москві й Петрограді та ще у 18 російських містах, де проживала значна кількість українців. Були засновані російські консульські установи в 7 містах в Україні. Встановлена так звана «нейтральна зона», що розмежовувала сторони до встановлення державного кордону. Україна приєднала окремі території Мінської, Могилівської, Курської та Воронезької губерній. Велике значення мала боротьба з більшовицькою підривною агітацією і шпигунством.
- Білий рух: Надання технічної і фінансової допомоги Білому руху на півдні Росії. Створення підлеглого гетьманові Особливого Корпусу з-поміж російських офіцерів-добровольців для боротьби з більшовизмом. Роботи зі створення Південних, Північних і Астраханської білих армій.

## Державний устрій

Державна печатка Української Держави

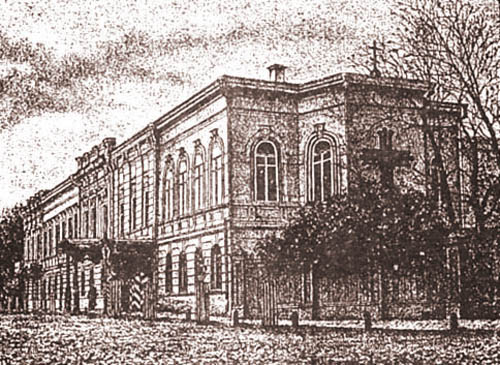
Палац київського генерал-губернатора — офіційна резиденція гетьмана.

Згідно з «Законом про тимчасовий устрій України», гетьман — голова держави і гарант «порядку». Відповідальний перед гетьманом уряд. Незалежна судова система. Місцеве земське і міське самоврядування. Повнота законодавчої влади визнавалася за представницьким органом влади — сеймом.

### Уряди Української Держави
Уряд Української Держави — Рада Міністрів Української Держави.
- 29 квітня—30 квітня 1918

Микола Миколайович Сахно-Устимович — в. о. голови Ради Міністрів
 — уряд не сформований
- голова Ради Міністрів («Отаман-міністр»)

| Міністри            | 30.IV — 4.V          | 4.V — 24.X                        | 25.X — 14.XI                      | 14.XI — 14.XII   |
| ------------------- | -------------------- | --------------------------------- | --------------------------------- | ---------------- |
| Отаман-міністр      | Василенко М. П.      | Лизогуб Ф. А.                     | Лизогуб Ф. А.                     | Гербель С. М.    |
| закордонних справ   | Василенко М. П.      | Дорошенко Д. І.                   | Афанасьєв Г. О.                   | —                |
| військовий          | —                    | Рогоза О. Ф.                      | —                                 | —                |
| морський            | Максимов М. Л.       | Максимов М. Л.                    | Покровський А. Г.                 | —                |
| внутрішніх справ    | Вишневський О. А.    | Лизогуб Ф. А.                     | Кістяковський І. О.               | —                |
| фінансів            | Ржепецький А. К.     | Ржепецький А. К.                  | Ржепецький А. К.                  | Ржепецький А. К. |
| торгівлі            | Гутник С. М. (кадет) | —                                 | —                                 | Мерінг С.        |
| праці               | Вагнер Ю. М.         | Вагнер Ю. М.                      | Славинський М. А. (с/ф)           | Косинський В. А. |
| шляхів сполучення   | Бутенко Б. А.        | Бутенко Б. А.                     | —                                 | Ландсберг Е. В.  |
| продовольства       | Соколовський Ю. Ю.   | Соколовський Ю. Ю.                | —                                 | —                |
| юстиції             | Чубинський М. П.     | Чубинський М. П.                  | В'язлов А. Г. (с/ф)               | Рейнбот В. Є.    |
| віросповідань       | Василенко М. П.      | Зеньковський В. В.                | Лотоцький О. Г. (с/ф)             | Воронович М. М.  |
| народного здоров'я  | Любинський В. Ю.     | Любинський В. Ю.                  | Любинський В. Ю.                  | —                |
| народної освіти     | —                    | Василенко М. П.                   | Стебницький П. Я. (с/ф)           | Науменко В. П.   |
| землеробства        | —                    | Кокольцов В. Г.                   | Леонтович В. М. (близький до с/ф) | —                |
| державний контролер | —                    | Афанасьєв Г. О.                   | —                                 | —                |
| державний секретар  | Гижицький М. Л.      | Кістяківський І. О. Завадський С. | —                                 | —                |

## Збройні сили

### Армія

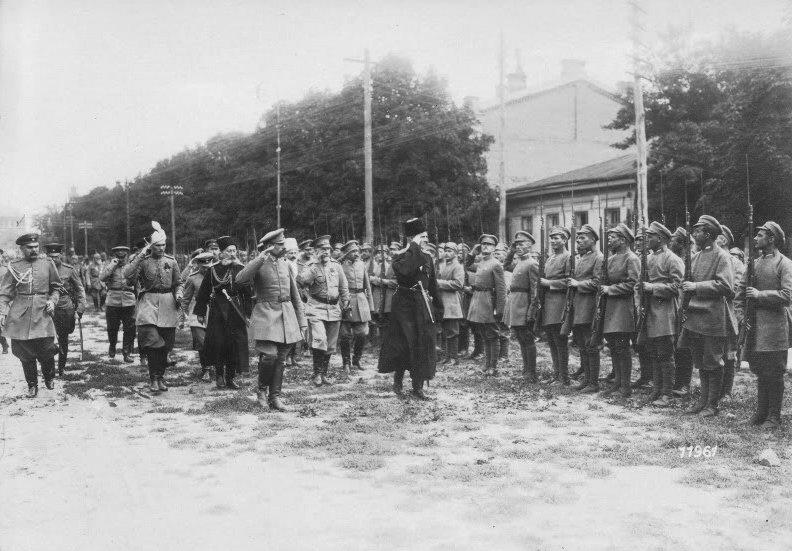
Гетьман оглядає війська

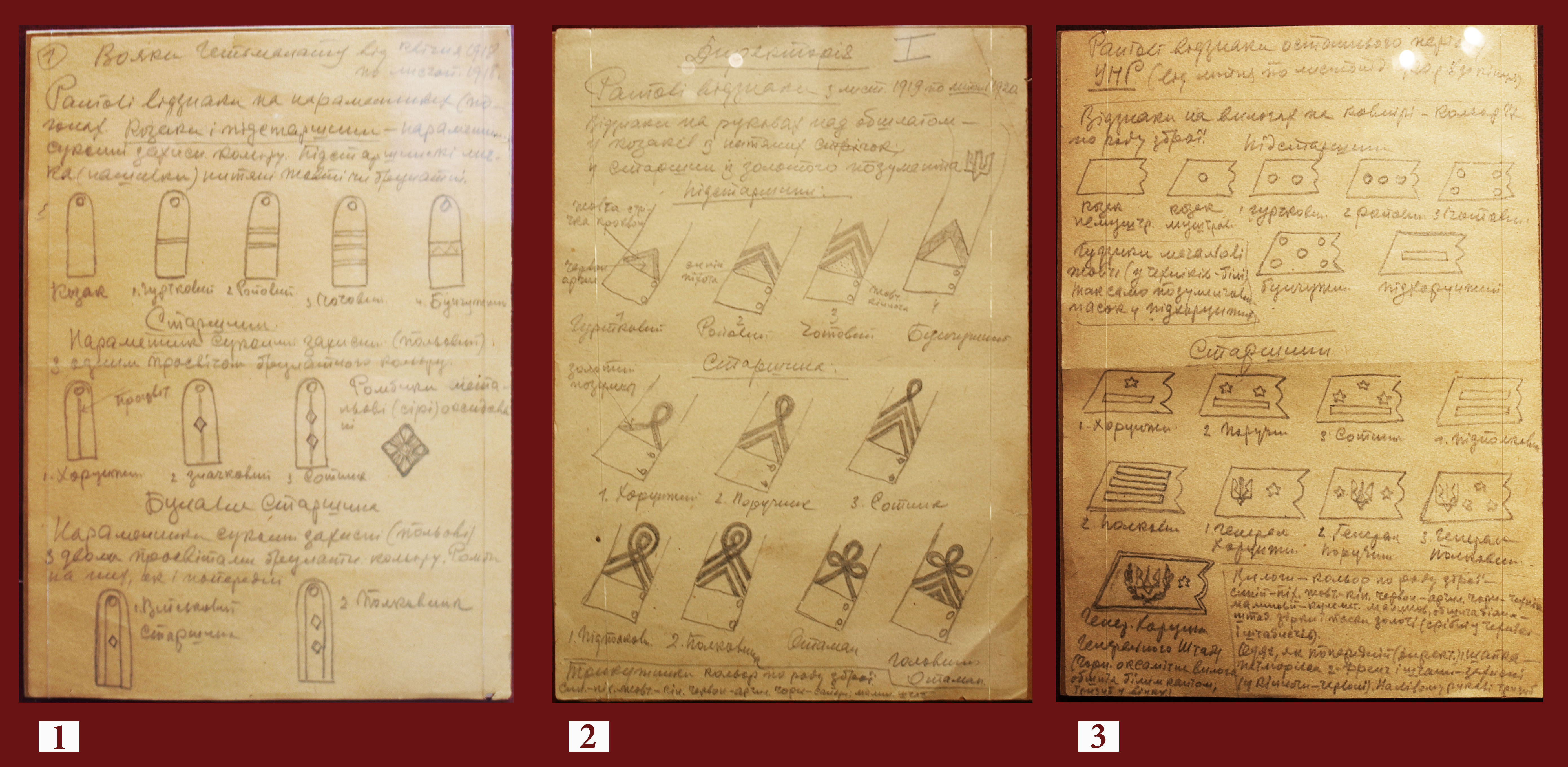
Рангові відзнаки української армії: 1) Армія Української Держави 1918 р.; 2) Армія Директорії 1919—1920; 3) Армія УНР 1920 р. (ескіз Миколи Битинського). Музей УНР

Роботи зі створення армії, штатна чисельність — 8 піхотних корпусів у складі: 54 піхотні та 28 кавалерійських полків, 48 польових артилерійських полків, 33 важкі артилерійські полки, 4 кінно-артилерійські полки:
- 1-й Волинський корпус
- 2-й Подільський корпус
- 3-й Херсонський корпус
- 4-й Київський корпус
- 5-й Чернігівський корпус
- 6-й Полтавський корпус
- 7-й Харківський корпус
- 8-й Катеринославський корпус

Особовий склад армії в мирний час нараховував 75 генералів, 14 930 старшин, 2 975 військових службовців, 291 120 підстаршин і козаків, 4,5 кавалерійських дивізій. Формування за територіальним принципом. Реальна чисельність збройних сил у листопаді — до 60 тисяч осіб.
У липні 1918 року створена Сердюцька дивізія на зразок гвардійських полків Російської імперії. До підрозділу набрано добровольців і призовників 1899 року народження, переважно з козаків Лівобережжя. У жовтні дивізія нараховувала близько 5 тисяч бійців. Ними командував полковник Віктор Клименко. Дивізія була найбоєздатнішою військовою частиною Української Держави та захищала гетьманат під час повстання Директорії. Після бою під Мотовилівкою та невдалої оборони Києва, частина сердюків перейшли на бік повстанців, влившись до лав Січових Стрільців.

### Флот
В той же день 29 квітня, коли флот підійняв українського прапора, в Києві відбувся переворот генерала Скоропадського, що оголосив себе гетьманом України. Новий одноосібний володар України, хоч і не пов'язав свого життя із флотом, але за характером був затятим мореманом, що відтак дуже позитивно відбилося на подальшій розбудові українського флоту.
Відбудова українського флоту відбувалася за надзвичайно складних повоєнних економічних та юридичних обставин. Захоплення кораблів українського флоту в Севастополі 3 травня, хоч і було юридично виправдане з німецької сторони, але це зрештою, викликало таку напругу взаємин між Україною та Німеччиною, що попри призначення до Києва німецького військово-морського аташе, такий же представник у Німеччину своєчасно так і не був призначений.
При цьому гетьман сподівався і рішуче наполягав на беззаперечному та швидкому поверненні під свою юрисдикцію всього Чорноморського флоту. Саме тому Воєнним міністерством Української Держави й урядом продовжували найматися кадри досвідчених морських офіцерів, техніків і фахівців, надавалися значні кошти на підтримання в порядку чорноморських портів. Загалом же, на службу до українського флоту перейшло більше ніж 50 % колишнього офіцерського складу Російської Імперії.
Однак коли в червні випала нагода повернення Україні флоту, то на перешкоді до повернення флоту спочатку стали старе морське законодавство Центральної Ради та кримське питання, крім цього, німці мали свої плани щодо захопленого ними флоту. Попри ці несприятливі обставини, уряд Української Держави наполегливо домагався передачі всього флоту в Севастополі та берегових укріплень, і зрештою, німці, попри свої попередні заяви про інтернування флоту до кінця війни, почали поступово повертати морське майно.
З того часу зародження українського флоту стає геополітичною реальністю. Головний внесок у розбудову військового флоту Української Держави зробив саме гетьман Павло Скоропадський. Відновлення воєнного флоту загалом мало дуже велике значення для кінцевого затвердження на світовій арені Української Держави, яка під кінець свого існування була вже визнаною по всій Європі.

### Авіація
Часи Української Держави стали єдиним в історії української авіації 1917—1920 років періодом мирної розбудови. Велося планомірне формування бойових та допоміжних авіаційних і повітроплавних підрозділів, уживались заходи щодо комплектування їх технікою і особовим складом, розгорталося бойове навчання. Зокрема, було утворено вісім корпусних авіаційних дивізіонів, понад 30 авіаційних та кілька повітроплавних загонів. Улітку 1918 року у вказаних підрозділах нараховувалося майже 200 літаків різних типів, у тому числі і важких бомбардувальників.
- Горшков Георгій Георгійович — командувач військовою авіацією[24].
- Баранов В'ячеслав Григорович — інспектор військової авіації.

## Релігія

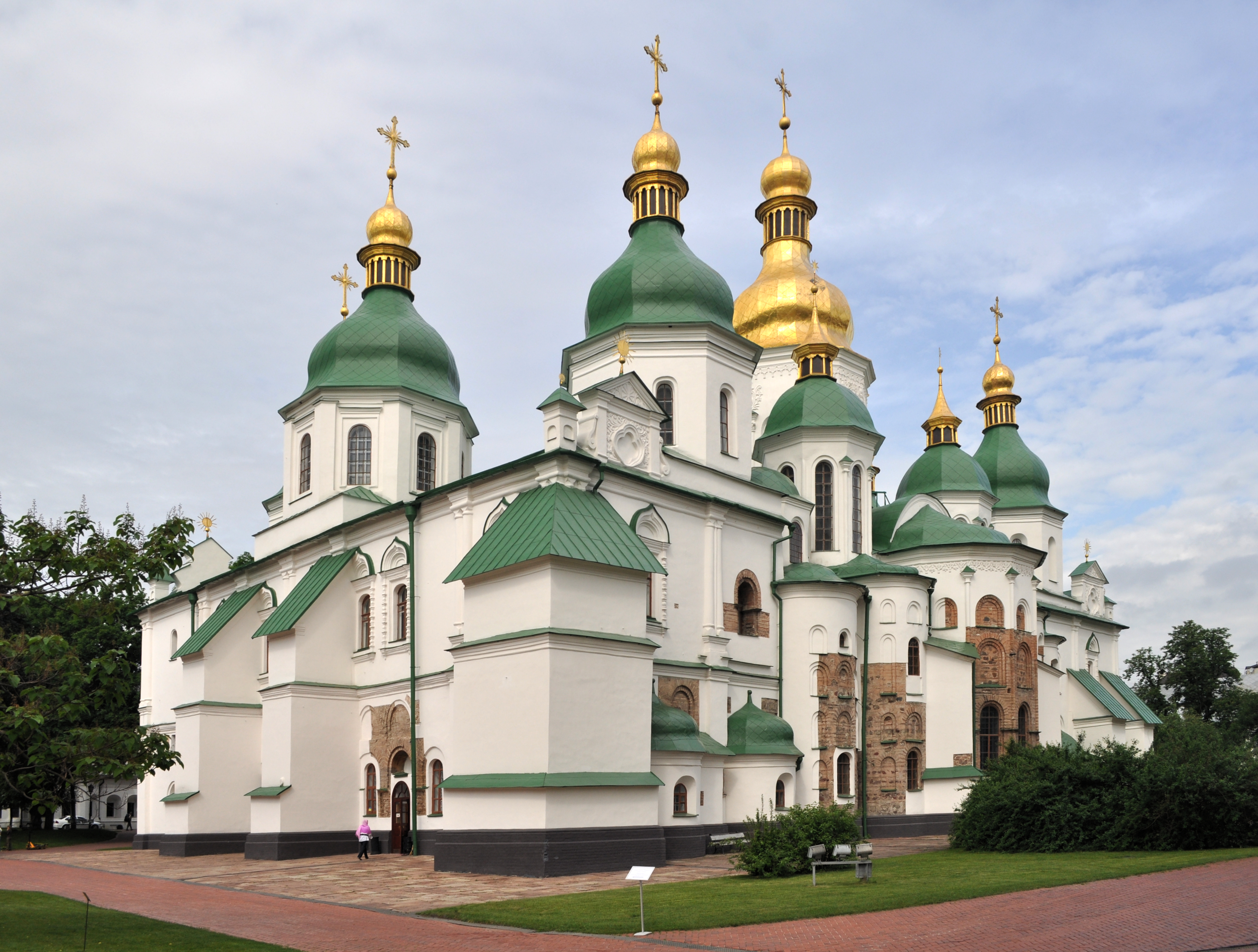
Православ'я було офіційною релігією Української Держави

Згідно з «Законами про тимчасовий державний устрій України» провідне положення у країні займала християнська православна віра. Одночасно з цим, громадяни України, які належали до інших конфесій, мали право на сповідування своєї релігії та обрядів.
У Центральній та Східній Україні панувала Російська Православна Церква. Проте на території Західної України існували тертя між греко-католиками, римо-католиками та юдеями. У конфліктах Міністерство ісповідань Української Держави та Рада Міністрів морально й матеріально підтримували православне духовенство. Так, 25 червня уряд виділив 3 млн карбованців на допомогу священникам, що переселялися на приєднані до Української Держави Волинь, Холмщину, Гродненщину, Поділля і Полісся. 2 липня виділено 120 тисяч карбованців на утримання православного духовенства на землях Холмщини, Підляшшя та Полісся.

## Історіографія
Радянська: маріонетковий пронімецький уряд поміщиків і великої буржуазії.[джерело?]
Ліво-націоналістична українська: проросійський антинаціональний режим;[джерело?] маріонетковий режим Німецької імперії (М. Грушевський, В. Винниченко, В.Солдатенко)
Дмитро Дорошенко зазначає, що час існування Української Держави «при всіх своїх помилках і розчаруваннях був періодом найбільшого виявлення української творчості у царині політичного, економічного і культурно-просвітного будівництва».

## Пам'ять
2018 року на державному рівні в Україні відзначається пам'ятна дата — 100 років з дня проголошення Української Держави (29 квітня 1918 року).